# ۵-متیل‌سیتیدین
۵-متیل‌سیتیدین (انگلیسی: 5-Methylcytidine) یک نوکلئوزید تعدیل‌شده‌است که از ۵-متیل‌سیتوزین ساخته می‌شود.
این ماده در آران‌ای جانوران، گیاهان و باکتری‌ها یافت می‌شود.